# Le Thor
Le Thor je francouzská obec v departementu Vaucluse, v regionu Provence-Alpes-Côte d'Azur.

## Geografie
Město leží 20 kilometrů od Avignonu a protéká jím řeka Sorgue.

## Památky
- Notre-Dame-du-Lac du Thor, románský kostel z 12. století
- Château de Thouzon, zbytky opevněného opatství z 11. století

## Vývoj počtu obyvatel
Počet obyvatel

## Ekonomika
Kromě produkce ovoce a zeleniny je významná výroba osiv. Oblast spadá pod vinařskou apelaci Côtes-du-Rhône.